# Campionato mondiale femminile di pallacanestro 1964
La 4ª edizione del Campionato mondiale di pallacanestro femminile si disputò in Perù dal 18 aprile al 4 maggio 1964.
Sbloccata la situazione rispetto alla precedente edizione (1959), tornarono a partecipare anche le rappresentative di nazioni non appartenenti al blocco sovietico, specialmente quelle dal continente americano, per un totale di 13 squadre iscritte.
12 squadre si affrontarono in 3 gironi eliminatori da 4 squadre ciascuno. Le prime due di ciascun girone passavano al girone finale (all'italiana), le due perdenti si giocavano i piazzamenti dall'8º al 13º posto. Il Perù, infatti, in qualità di nazione ospitante, accedette al girone finale senza disputare le eliminatorie.

## Squadre partecipanti
| - Argentina - Brasile - Bulgaria - Cecoslovacchia - Cile | - Corea del Sud - Francia - Giappone - Jugoslavia - Paraguay | - Perù - Stati Uniti - Unione Sovietica |

## Risultati

### Girone finale
| Unione Sovietica | Jugoslavia       | 73 - 45 |
| Stati Uniti      | Cecoslovacchia   | 31 - 50 |
| Jugoslavia       | Perù             | 71 - 45 |
| Cecoslovacchia   | Bulgaria         | 76 - 63 |
| Unione Sovietica | Brasile          | 70 - 47 |
| Stati Uniti      | Perù             | 59 - 38 |
| Jugoslavia       | Brasile          | 52 - 66 |
| Bulgaria         | Jugoslavia       | 60 - 38 |
| Cecoslovacchia   | Unione Sovietica | 35 - 70 |
| Bulgaria         | Perù             | 79 - 44 |
| Stati Uniti      | Brasile          | 51 - 43 |
| Unione Sovietica | Perù             | 80 - 41 |
| Cecoslovacchia   | Jugoslavia       | 60 - 52 |
| Bulgaria         | Brasile          | 60 - 49 |
| Stati Uniti      | Unione Sovietica | 37 - 71 |
| Brasile          | Perù             | 95 - 36 |
| Stati Uniti      | Bulgaria         | 42 - 46 |
| Cecoslovacchia   | Perù             | 88 - 30 |
| Stati Uniti      | Jugoslavia       | 50 - 46 |
| Cecoslovacchia   | Brasile          | 69 - 41 |
| Bulgaria         | Unione Sovietica | 55 - 72 |

## Classifica finale
| Campione del Mondo | Campione del Mondo | Campione del Mondo |
| --- | ------------------ | --- |
| Unione Sovietica 4 Poznanskaja, 5 Pyrkova, 6 Antipina, 7 Salimova, 8 Michajlova, 9 Kukanova, 10 Orel, 11 Smildziņa, 12 Lüütsepp, 13 Sorokina, 14 Leont'eva, 15 Čijanova, All. Lidija Alekseeva |                    | |
| Argento | Cecoslovacchia     | Cecoslovacchia4 Melicharová, 5 Richterová, 6 Soukupová, 7 Šourková, 8 Zvolenská, 9 Hubálková, 10 Blahoutová, 11 Jošková, 12 Mikulášková, 13 Grubrová, 14 Koťátková, 15 Jindrová, All. Svatopluk Mrázek |
| Bronzo | Bulgaria           | Bulgaria4 Čalăškanova, 5 Damjanova, 6 Borisova, 7 Gospodinova, 8 Kafalieva, 9 V. Popova, 10 Manikova, 11 Vojnova, 12 Dineva, 13 Todorova, 14 E. Popova, 15 Morova, All. Dimităr Mitev                  |
| 4. | Stati Uniti        | Stati Uniti4 Phillips, 5 Cox, 6 McDermitt, 7 Ransom, 8 Hunt, 9 Bogard, 10 Peterson, 11 Neal, 12 Rogers, 13 Searles, 14 Wiginton, 15 Horky, All. Harley Redin                                           |
| 5. | Brasile            | Brasile4 Nadir, 5 Heleninha, 6 Zilá, 7 Laís Elena, 8 Nilza, 9 Maria Helena, 10 Norminha, 11 Delcy, 12 Luigina, 13 Marlene, 14 Ritinha, 15 Benedita, All. Almir Nélson de Almeida                       |
| 6. | Jugoslavia         | Jugoslavia4 Kalušević, 5 Kalenić, 6 Milojević, 7 Ferenci, 8 Šaranović, 9 Baraga, 10 Radovanović, 11 Đoković, 12 Pešić, 13 Miča, 14 Mrak, 15 Meglaj, All. Marijan Pasarić                               |
| 7. | Perù               | Perù4 Campbell, 5 E. Chávez, 6 Vargas, 7 S. Chávez, 8 Salhuana, 9 Asalde, 10 Mori, 11 Gallardo, 12 Torres, 13 Reyes, 14 Villacorta, 15 Mendoza, All. Jim McGregor                                      |
| 8. | Corea del Sud      | Corea del Sud4 Eom, 5 Lee G., 6 Lee M., 7 Sin, 8 Kim, 9 Chae, 10 Yun, 11 Na, 12 Lee H., 13 Sing, 14 Park, 15 Kang, All. Jang I-jin                                                                     |
| 9. | Giappone           | Giappone4 Akiyama, 5 Kojima, 6 Sakai, 7 Ōki, 8 Ōta, 9 Kataoka, 10 Furuta, 11 Hayafuku, 12 Kanatake, 13 Fujiwara, 14 Yamaguchi, 15 Nanba, All. Masayuki Katsura                                         |
| 10. | Francia            | Francia4 Stephan, 5 Verots, 6 Delachet, 7 Cator, 8 Garzino, 9 Pierre, 10 Mazel, 11 Prugneau, 12 Guinchard, 13 Vignot, 14 Peter, 15 Robert, All. Georgette Coste                                        |
| 11. | Cile               | Cile4 Romero, 5 Piña, 6 Pauchard, 7 Segovia, 8 Azagra, 9 Lupayante, 10 Velásquez, 11 Villarreal, 12 Reyes, 13 Faúndez, 14 A. Echagüe, 15 S. Echagüe, All. Raúl López                                   |
| 12. | Paraguay           | Paraguay4 N. Echagüe, 5 A. González, 6 de Troche, 7 D. Echagüe, 8 F. González, 9 Márquez, 10 L. López, 11 Figueredo, 12 Llorens, 13 E. López, 14 Rivas, 15 Domínguez, All. Jorge Bogado                |
| 13. | Argentina          | Argentina4 Juan, 5 Ventos, 6 Conesa, 7 Maggiolo, 8 Balocco, 9 Vass, 10 Mahbub, 11 Abad, 12 Setien, 13 Sklerevicius, 14 Castillo, 15 Del Duca, All. Alberto Trama                                       |